# تشارلز إل. غيليلاند
تشارلز إل. غيليلاند (بالإنجليزية: Charles L. Gilliland)‏ هو عسكري أمريكي، ولد في 24 مايو 1933 في ماونتن هوم في الولايات المتحدة، وتوفي في 25 أبريل 1951 في كوريا في ممالك كوريا الثلاث.